# Línea 860 (Interurbanos Madrid)
La línea 860 es una línea planeada de la red de autobuses interurbanos de Madrid, que conectará los municipios de Alcorcón y Boadilla del Monte. Esta fue anunciada en el mapa concesional del Consorcio Regional de Transportes de Madrid de julio de 2024.

## Características
La línea prestará servicio de lunes a viernes laborables, con un horario de 7:00 a 22:00 y una frecuencia de 45 minutos.
Recorrerá parte de Boadilla y de Alcorcón, y unirá a estos mediante la M-50